# Либщат
Либщат (на немски: Liebstadt) е град в Германия, разположен в окръг Саксонска Швейцария - Източен Ерцгебирге, провинция Саксония. Към 31 декември 2011 година населението на града е 1321 души. Той се намира на 12 км югозападно от Пирна, и на 23 км югоизточно от Дрезден.